# Бурухіно
Буру́хіно (рос. Бурухино) — присілок у складі Топкинського округу Кемеровської області, Росія.

## Населення
Населення — 7 осіб (2010; 5 у 2002).
Національний склад (станом на 2002 рік):
- росіяни — 100 %